# Aviation Industry CBT Committee

L'Aviation Industry CBT Committee (AICC) est une association internationale de professionnels de la formation axée sur la technologie. L'AICC développe des lignes directrices pour l'industrie aéronautique dans le développement, la livraison et l'évaluation de la formation en ligne et des technologies de formation connexes.

## Présentation
L'AICC publie des recommandations et un ensemble de spécifications permettant de gérer le chargement d'un contenu dans une plate-forme de formation à distance (LMS), de standardiser la communication entre le contenu et le LMS, ainsi que d'adapter la pédagogique du contenu en fonction de l'apprenant.
Ces spécifications ont été écrites initialement pour un environnement exécutable (Windows) ce qui explique que les fichiers de descriptions des contenus (CIF pour Course Import Files) soient basés sur un format de fichier INI et CSV. Il existe 7 fichiers dont 4 sont obligatoires (.CRS : Course, .DES : Descriptor, .AU : Assignable Unit et .CST : Course Structure Table) et 3 facultatifs en fonction du niveau pédagogique (.PRE : Prerequis, .CMP : Completion Requirements, .ORT : Objectives Relationships).
L'AICC définit deux modes de communication entre le LMS et le contenu :
- API pour Application Programming Interface
- HACP pour HTTP AICC Communication Protocol

Dans les deux cas, l'activité doit être lancée avec au minimum deux paramètres :
- AICC_URL : URL de la page implémentant la communication AICC côté LMS
- AICC_SID : Système ID placé par le LMS permettant d'associer les informations à une activité.